# فاق (مهندسی)

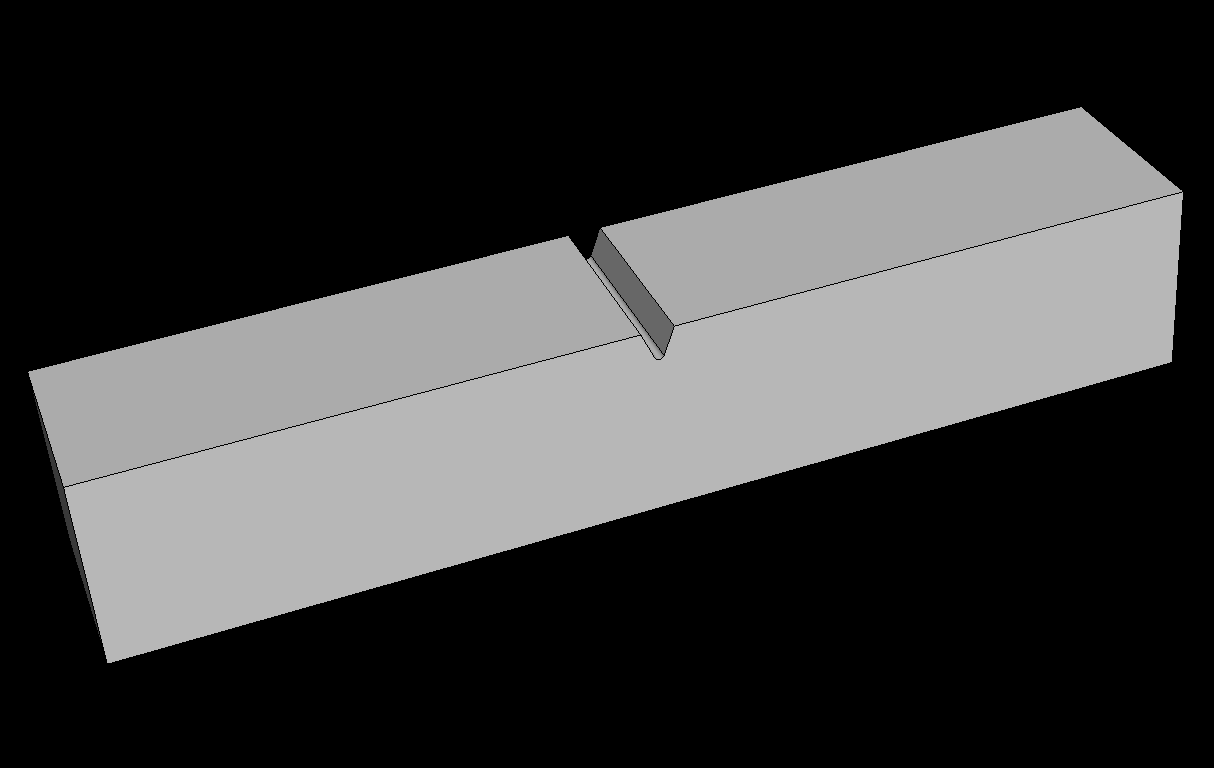
نمونهٔ آزمون ضربه شارپی با یک فاق

در مهندسی مکانیک و علم مواد، واژهٔ فاق (انگلیسی: Notch) به شیاری V-شکل، U-شکل یا نیم‌دایره‌ای گفته می‌شود که به‌صورت عمدی در یک مادهٔ تخت ایجاد می‌گردد. در اجزای سازه‌ای، وجود فاق منجر به تمرکز تنش می‌شود که می‌تواند آغاز و رشد ترک‌های خستگی را در پی داشته باشد. فاق‌ها در مشخصه‌یابی مواد برای تعیین ویژگی‌های مرتبط با مکانیک شکست از جمله چقرمگی شکست و نرخ رشد ترک‌های خستگی به‌کار می‌روند.
فاق‌ها معمولاً در آزمون‌های ضربه‌ای مواد استفاده می‌شوند، جایی که وجود ترک اولیه‌ای با شکل هندسی کنترل‌شده برای دستیابی به مشخصه‌یابی استاندارد مقاومت شکست ماده لازم است. رایج‌ترین آزمون در این زمینه آزمون ضربه شارپی است که در آن از یک چکش آونگ (ضربه‌زن) برای ضربه زدن به نمونه‌ای افقی با فاق استفاده می‌شود. ارتفاع تاب خوردن پس از ضربه برای تعیین میزان انرژی جذب‌شده در هنگام شکست به‌کار می‌رود. در آزمون ضربه ایزود از نمونه‌ای عمودی با فاق نیم‌دایره و پیکربندی طره استفاده می‌شود. آزمون شارپی با فاق‌های U یا V انجام می‌شود، که در آن ضربه‌زن مستقیماً پشت فاق به نمونه برخورد می‌کند، در حالی‌که روش ایزود که اکنون تا حد زیادی منسوخ شده است، شامل فاق نیم‌دایره‌ای است که رو به ضربه‌زن قرار می‌گیرد. از نمونه‌های فاق‌دار در دیگر پروتکل‌های مشخصه‌یابی مانند آزمون کشش و تست خستگی نیز استفاده می‌شود.

## انواع فاق
نوع فاق ایجادشده در یک نمونه بسته به نوع ماده و روش مشخصه‌یابی متفاوت است. برای آزمون استاندارد چقرمگی شکست به روش ضربه‌ای شارپی، ابعاد نمونه و فاق معمولاً بر اساس استاندارد آمریکایی ASTM E23 یا استاندارد بریتانیایی BS EN ISO 148-1:2009 تعیین می‌شود. در همهٔ انواع فاق، یکی از پارامترهای کلیدی در تعیین میزان تمرکز تنش و احتمال شکست، شعاع یا انحنای نوک فاق است.
فاق‌های نوک‌تیز V-شکل معمولاً در آزمون‌های استاندارد چقرمگی شکست برای مواد شکل‌پذیر، بسپارها و ارزیابی استحکام جوش به‌کار می‌روند. استفاده از این نوع فاق در فولادهای سخت دشوار است، زیرا به جهت‌گیری دانه‌ها حساس هستند؛ از این‌رو، در این نوع مواد ممکن است از آزمون پیچش استفاده شود.
فاق U، فاقی کشیده با نوک گرد است که عمق آن از عرضش بیشتر است. این نوع فاق که گاه با نام «فاق C» نیز شناخته می‌شود، رایج‌ترین نوع فاق در آزمون‌هاست، چرا که نتایج حاصل از آن‌ها تکرارپذیرتر است. معادل‌سازی عملکرد فاق U با فاق V دشوار است و باید به‌صورت موردی انجام شود، زیرا استانداردی برای هم‌بستگی نتایج این دو نوع فاق وجود ندارد.
فاق دُم‌موشی معمولاً به‌صورت شکافی در نظر گرفته می‌شود که در انتهای آن سوراخی با شعاع معین قرار دارد. این نوع فاق بیشتر در مدل‌های عددی مورد بررسی قرار می‌گیرد. نتایج چقرمگی شکست حاصل از آزمون‌های فاق دم‌موشی معمولاً بیشتر از نتایج حاصل از نمونه‌های دارای فاق V یا ترک از پیش‌ساخته است.